# Isla Liugong
La isla Liugong (en chino, 劉公島; pinyin, Liúgōng dǎo) es una pequeña isla costera situada en el borde noreste de la península de Shandong, en la República Popular de China, justo en la desembocadura de la bahía de Weihai. Se le conoce como la «cuna de la primera armada moderna de China».
Liugong se encuentra a unos 4 kilómetros de la ciudad de Weihai. Tiene una superficie de 3,15 km², con una longitud máxima de 4,08 km (en dirección este-oeste) y una anchura máxima de 1,5 km.